# Friedemann Röhlig

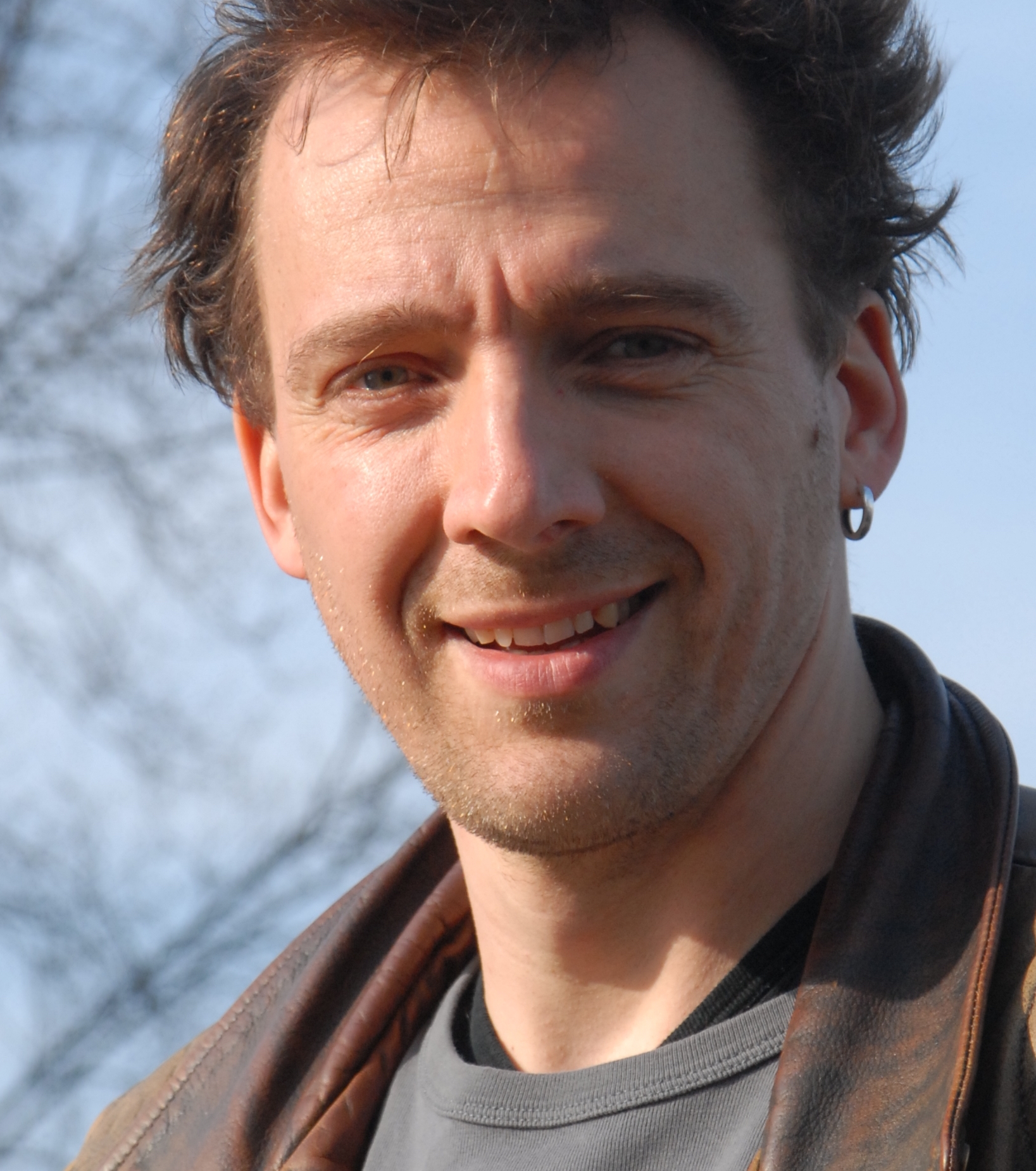
Friedemann Röhlig (2008)

Friedemann Röhlig (* 1969 in Leipzig) ist ein deutscher Konzert- und Opernsänger (Bass) und Gesangspädagoge.

## Leben
Friedemann Röhlig wurde in Leipzig geboren und studierte zuerst in seiner Heimatstadt Klavier, Harfe und Dirigieren. Seine sängerische Ausbildung begann er bei Christa-Maria Ziese in Leipzig und studierte anschließend bei  Julia Hamari und Carl Davis an der Hochschule für Musik und Darstellende Kunst Stuttgart. Zusätzliche Impulse erhielt er in der Liedklasse von Konrad Richter sowie in der Arbeit mit Rudolf Piernay und Artur Korn. Beim 49. Internationalen Musikwettbewerb der ARD 2000 erhielt er einen 3. Preis im Fach Gesang.
Nach seinem ersten Engagement am Opernstudio der Deutschen Oper am Rhein in Düsseldorf war er von 1998 bis 2002 am Staatstheater Kassel tätig. Er gastierte an der Nederlandse Opera Amsterdam, der San Francisco Opera, der Opéra National de Paris (Bastille), der Opéra National de Montpellier, der Opéra National du Rhin/Strasbourg, dem Gran Teatre del Liceu Barcelona, der Staatsoper Stuttgart, der Hamburgischen Staatsoper sowie den Opernhäusern von Bilbao, bei den Salzburger und Bregenzer Festspielen sowie bei den Dresdner Musikfestspielen und war dabei in den zentralen Parien seines Fachs zu hören. Sein Opernrepertoire umfasst unter anderem Partien wie Colline/La Bohème, Banco/Macbeth, Gremin/Eugen Onegin, Sarastro/Zauberflöte, Osmin/Entführung aus dem Serail, Gurnemanz/Parsifal, Kaspar/Der Freischütz und Baron Ochs/Rosenkavalier.
Darüber hinaus pflegt er ein vielfältiges Oratorien- und Liedrepertoire.
Zahlreiche Konzerte führten ihn nach Israel, Italien, Österreich, Polen, Tschechien, Brasilien, in die Niederlande sowie die Schweiz.
Die Zusammenarbeit mit namhaften Dirigenten (u. a. Petrenko, Runnicles, Albrecht, v. Dohnanyi, Harding, de Waart, Haenchen, Rilling) und zahlreiche Rundfunk- und Fernsehaufzeichnungen dokumentieren seinen musikalischen Werdegang. Darüber hinaus ist er  als Gesangspädagoge tätig. Nach einer ersten Professur für Gesang an der Hochschule für Musik und Theater „Felix Mendelssohn Bartholdy“ Leipzig lehrt er seit 2009 als Professor für Gesang an der Hochschule für Musik Karlsruhe.